# Liste der Kulturdenkmale in Hohe Börde

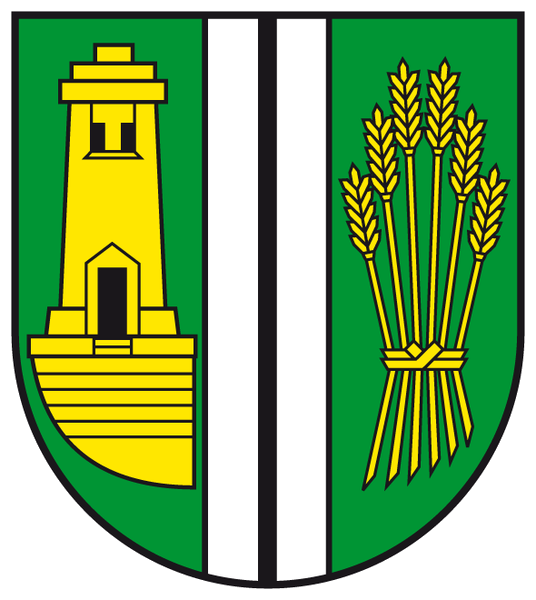
Wappen der VG Hohe Börde

In der Liste der Kulturdenkmale in Hohe Börde sind Kulturdenkmale der Gemeinde Hohe Börde (Landkreis Börde) und ihrer Ortsteile aufgelistet. Grundlage ist das Denkmalverzeichnis des Landes Sachsen-Anhalt, das auf Basis des Denkmalschutzgesetzes des Landes Sachsen-Anhalt vom 21. Oktober 1991 durch das Landesamt für Denkmalpflege und Archäologie Sachsen-Anhalt erstellt und seither laufend ergänzt wurde (Stand: 31. Dezember 2024).

## Kulturdenkmale nach Ortsteilen

### Ackendorf
| Lage                     | Bezeichnung           | Beschreibung | Erfassungs- nummer | Ausweisungsart | Bild           |
| ------------------------ | --------------------- | ------------ | ------------------ | -------------- | -------------- |
| Dorfstraße (Karte)       | Kirche St. Bonifatius |              | 094 98012          | Baudenkmal     | Weitere Bilder |
| Dorfstraße 14 (Karte)    | Bauernhof             |              | 094 98014          | Baudenkmal     | Bauernhof      |
| Dorfstraße 42 (Karte)    | Häusergruppe          |              | 094 98011          | Denkmalbereich | Häusergruppe   |
| Dorfstraße 43 (Karte)    | Häusergruppe          |              | 094 98011          | Denkmalbereich | Häusergruppe   |
| Dorfstraße 8, 8b (Karte) | Bauernhaus            |              | 094 98015          | Baudenkmal     | Bauernhaus     |

### Alvensleben
| Lage | Bezeichnung                   | Beschreibung | Erfassungs- nummer | Ausweisungsart               | Bild                          |
| --- | ----------------------------- | --- | ------------------ | ---------------------------- | ----------------------------- |
| an der nordöstlichen Giebelwand der westlich außerhalb der Ortslage befindlichen Markgrafenmühle            | Grabplatte                    | | 094 30498          | Kleindenkmal                 |                               |
| hinter der Markgrafenmühle an der Straße nach Uhrsleben am Abzweig eines Feldwegs nach Emden                | Wegweiser                     | | 094 30496          | Kleindenkmal                 |                               |
| an der Straße nach Uhrsleben in Höhe des Friedhofs an der nördlichen Straßenseite gegenüber der Neuen Mühle | Wegweiser                     | | 094 30497          | Kleindenkmal                 |                               |
| Am Löbenberg (Karte)                                                                                        | Glockenturm                   | | 094 50385          | Baudenkmal                   | BW                            |
| Am alten Markt (Karte)                                                                                      | Kirche St. Jacobi             | | 094 50381          | Baudenkmal                   | Weitere Bilder                |
| Am alten Markt (Karte)                                                                                      | Kantorat                      | | 094 50384          | Baudenkmal                   | Kantorat                      |
| Am alten Markt 7, 8 (Karte)                                                                                 | Wohn- und Geschäftshaus       | | 094 50382          | Baudenkmal                   | Wohn- und Geschäftshaus       |
| Am alten Markt 7, 8 (Karte)                                                                                 | Wohnhaus                      | | 094 50383          | Baudenkmal                   | Weitere Bilder                |
| Burgstraße 8 (Karte)                                                                                        | Wohnhaus                      | | 094 50388          | Baudenkmal                   | Wohnhaus                      |
| Burgstraße 16 (Karte)                                                                                       | Veltheimsburg                 | Burg, Park | 094 50389          | Baudenkmal                   | Veltheimsburg                 |
| Burgstraße 16 (Karte)                                                                                       | Park                          | Park 2020 wurde der Park, vermutlich in einigen Teilen, neu als Denkmal eingetragen. Bereits zuvor bestand jedoch auch für die Parkanlage eine festgestellte Denkmaleigenschaft. | 094 50389 010      | Teilobjekt eines Baudenkmals | BW                            |
| Friedensstraße an der B245 (Karte)                                                                          | Kapelle St. Stephan, Friedhof | Kapelle | 094 50391          | Baudenkmal                   | Kapelle St. Stephan, Friedhof |
| Friedensstraße 19 (Karte)                                                                                   | Wohnhaus                      | | 094 50392          | Baudenkmal                   | Weitere Bilder                |
| Friedensstraße 36 (Karte)                                                                                   | Bauernhof                     | Schwentesiushof | 094 50393          | Baudenkmal                   | Weitere Bilder                |
| Friedensstraße 41 (Karte)                                                                                   | Wohnhaus                      | | 094 50394          | Baudenkmal                   | Weitere Bilder                |
| Friedensstraße 52, 53 (Karte)                                                                               | Häusergruppe                  | | 094 50395          | Baudenkmal                   | Weitere Bilder                |
| Friedensstraße 73/74 (Karte)                                                                                | Toranlage                     | | 094 50396          | Baudenkmal                   | Toranlage                     |
| Friedensstraße 87a, Rheierdiek 1, Rheierdiek 1 (Karte)                                                      | Bauernhof                     | | 094 50386          | Baudenkmal                   | Bauernhof                     |
| Friedensstraße 88 (Karte)                                                                                   | Wohnhaus                      | | 094 50397          | Baudenkmal                   | Wohnhaus                      |
| Friedensstraße, Ringstraße (Karte)                                                                          | Treppenanlage                 | Kantortreppe | 094 50390          | Baudenkmal                   | Treppenanlage                 |
| Ringstraße (Karte)                                                                                          | Kirche St. Godoberti          | | 094 50398          | Baudenkmal                   | Weitere Bilder                |
| Ringstraße 12 Ortslage (Karte)                                                                              | Wappentafel                   | | 094 50399          | Kleindenkmal                 | Wappentafel                   |
| Ringstraße 19 (Karte)                                                                                       | Bauernhof                     | Dauell’scher Hof | 094 50400          | Baudenkmal                   | Bauernhof                     |
| Ringstraße 20 (Karte)                                                                                       | Pfarrhof                      | | 094 50401          | Baudenkmal                   | BW                            |
| Rottmerslebener Straße (Karte)                                                                              | Park                          | | 094 50402          | Baudenkmal                   | BW                            |
| Zum Stobenbrunnen 8 (Karte)                                                                                 | Bauernhof                     | | 094 50403          | Baudenkmal                   | Weitere Bilder                |

### Bornstedt
| Lage                                                                             | Bezeichnung            | Beschreibung                       | Erfassungs- nummer | Ausweisungsart | Bild           |
| -------------------------------------------------------------------------------- | ---------------------- | ---------------------------------- | ------------------ | -------------- | -------------- |
| Straße Eichenbarleben–Bornstedt im Bereich der Abzweigung nach Bornstedt (Karte) | Distanzstein           | Preußischer Rundsockelstein (0255) | 094 30512          | Kleindenkmal   | Distanzstein   |
| An der Kirche 3 (Karte)                                                          | Sankt-Mauritius-Kirche |                                    | 094 98017          | Baudenkmal     | Weitere Bilder |
| An der Kirche 3 (Karte)                                                          | Pfarrhof               | drei Gebäude südlich der Kirche    | 094 98018          | Baudenkmal     | BW             |
| Breite Straße 11 (Karte)                                                         | Bauernhof              | Vierseitenhof                      | 094 98019          | Baudenkmal     | BW             |

### Brumby
| Lage                      | Bezeichnung | Beschreibung     | Erfassungs- nummer | Ausweisungsart | Bild      |
| ------------------------- | ----------- | ---------------- | ------------------ | -------------- | --------- |
| Hauptstraße 9, 10 (Karte) | Rittergut   | Rittergut Brumby | 094 50028          | Baudenkmal     | Rittergut |

### Dönstedt
| Lage                        | Bezeichnung | Beschreibung                               | Erfassungs- nummer | Ausweisungsart | Bild       |
| --------------------------- | ----------- | ------------------------------------------ | ------------------ | -------------- | ---------- |
| Wellenbergstraße (Karte)    | Kirche      |                                            | 094 50458          | Baudenkmal     | Kirche     |
| Wellenbergstraße 18 (Karte) | Bauernhof   |                                            | 094 50459          | Baudenkmal     | BW         |
| Wellenbergstraße 26 (Karte) | Kantorat    |                                            | 094 50460          | Baudenkmal     | BW         |
| Wellenbergstraße 29 (Karte) | Herrenhaus  | Rittergut Dönstedt. Herrenhaus erbaut 1734 | 094 50461          | Baudenkmal     | Herrenhaus |

### Eichenbarleben
| Lage                                                                    | Bezeichnung                            | Beschreibung                       | Erfassungs- nummer | Ausweisungsart | Bild                      |
| ----------------------------------------------------------------------- | -------------------------------------- | ---------------------------------- | ------------------ | -------------- | ------------------------- |
| An den Kirchen (Karte)                                                  | Kath. Kirche St. Benedikt              | 1952–53                            | 094 75079          | Baudenkmal     | Kath. Kirche St. Benedikt |
| An den Kirchen / Bornstedter Straße auf dem Friedhof (Karte)            | Kriegerdenkmal                         |                                    | 094 75192          | Baudenkmal     | BW                        |
| An den Kirchen, Bornstedter Straße (Karte)                              | Ev. Kirche St. Stephan (oder Nikolaus) |                                    | 094 75191          | Baudenkmal     | Weitere Bilder            |
| Bornstedter Straße 17 (Karte)                                           | Pfarrhof                               | Pfarrhaus Eichenbarleben           | 094 75083          | Baudenkmal     | BW                        |
| Magdeburger Straße (B1) an B 1 neben der Olbebrücke im Ortskern (Karte) | Distanzstein                           | Preußischer Rundsockelstein (0607) | 094 75658          | Kleindenkmal   | Distanzstein              |
| Magdeburger Straße 19 (Karte)                                           | Gasthof                                |                                    | 094 75189          | Baudenkmal     | BW                        |
| Magdeburger Straße 20 (Karte)                                           | Ausspanne                              |                                    | 094 75188          | Baudenkmal     | BW                        |
| Parkring 2, 3, 4, 5, 6, 6a, 7, 8, 9, 10, 11, Zum Schloß 4, 6 (Karte)    | Schloss                                | Schloss Eichenbarleben             | 094 75085          | Baudenkmal     | Schloss                   |

### Glüsig
| Lage                                                 | Bezeichnung | Beschreibung | Erfassungs- nummer | Ausweisungsart | Bild           |
| ---------------------------------------------------- | ----------- | ------------ | ------------------ | -------------- | -------------- |
| Dorfstraße 109, 110, 111, 112, 113, 114, 115 (Karte) | Rittergut   | Gut Glüsig   | 094 98016          | Baudenkmal     | Weitere Bilder |

### Groß Santersleben
| Lage                                                    | Bezeichnung    | Beschreibung     | Erfassungs- nummer | Ausweisungsart | Bild           |
| ------------------------------------------------------- | -------------- | ---------------- | ------------------ | -------------- | -------------- |
| Dorfstraße 11 (Karte)                                   | Bauernhof      |                  | 094 75603          | Baudenkmal     | Bauernhof      |
| Dorfstraße 13 (Karte)                                   | Bauernhof      |                  | 094 75651          | Baudenkmal     | Bauernhof      |
| Grüne Straße 9,9a (Karte)                               | Bauernhof      |                  | 094 75611          | Baudenkmal     | Bauernhof      |
| Kirchstraße auf dem Friedhof östlich der Kirche (Karte) | Kapelle        | Friedhofskapelle | 094 70652          | Baudenkmal     | BW             |
| Kirchstraße (Karte)                                     | Kirche         |                  | 094 75594          | Baudenkmal     | Kirche         |
| Lindenplatz vor Grüne Straße 9 (Karte)                  | Kriegerdenkmal |                  | 094 75604          | Baudenkmal     | Kriegerdenkmal |

### Hermsdorf
| Lage                                                       | Bezeichnung              | Beschreibung                                                                                   | Erfassungs- nummer | Ausweisungsart | Bild                     |
| ---------------------------------------------------------- | ------------------------ | ---------------------------------------------------------------------------------------------- | ------------------ | -------------- | ------------------------ |
| Bäckerberg/Mittelstraße (Karte)                            | Bauernstein              | Bauernstein                                                                                    |                    | Kleindenkmal   | BW                       |
| Kirchstraße Ortsmitte (Karte)                              | Ev. Kirche St. Laurentii | Kirche                                                                                         | 094 75231          | Baudenkmal     | Weitere Bilder           |
| Kirchstraße, auf dem Friedhof, nördlich der Kirche (Karte) | Kriegerdenkmal Hermsdorf | Kriegerdenkmal in der Zeit um 1925 entstandenes Denkmal für die Gefallenen des 1. Weltkrieges  | 094 70352          | Baudenkmal     | Kriegerdenkmal Hermsdorf |
| Mittelstraße 29 (Karte)                                    | Wohnhaus Mittelstraße 29 | Wohnhaus eineinhalbgeschossiges Gebäude im Stil des Spätklassizismus aus der Zeit um 1860/1870 | 094 70348          | Baudenkmal     | Wohnhaus Mittelstraße 29 |

### Hohenwarsleben
| Lage                                 | Bezeichnung                         | Beschreibung                                                            | Erfassungs- nummer | Ausweisungsart | Bild                                |
| ------------------------------------ | ----------------------------------- | ----------------------------------------------------------------------- | ------------------ | -------------- | ----------------------------------- |
| Dahlenwarsleber Straße 1 (Karte)     | Bauernhaus Dahlenwarsleber Straße 1 | Bauernhaus aus dem frühen 19. Jahrhundert                               | 094 75053          | Baudenkmal     | Bauernhaus Dahlenwarsleber Straße 1 |
| Im Winkel 1 (Karte)                  | Wohnhaus Im Winkel 1                | großbäuerliches Wohnhaus aus dem Jahr 1896                              | 094 75096          | Baudenkmal     | Wohnhaus Im Winkel 1                |
| Karl-Marx-Straße 7 (Karte)           | Bauernhaus Karl-Marx-Straße 7       | repräsentatives Bauernhaus aus dem späten 19. Jahrhundert               | 094 75098          | Baudenkmal     | Bauernhaus Karl-Marx-Straße 7       |
| Karl-Marx-Straße 9 (Karte)           | Bauernhaus Karl-Marx-Straße 9       | regionaltypisches Bauernhaus aus der ersten Hälfte des 19. Jahrhunderts | 094 75513          | Baudenkmal     | Bauernhaus Karl-Marx-Straße 9       |
| Karl-Marx-Straße 19 (Karte)          | Taubenturm                          |                                                                         | 094 75099          | Baudenkmal     | Taubenturm                          |
| Kirchstraße (Karte)                  | Kapelle                             |                                                                         | 094 70368          | Baudenkmal     | Kapelle                             |
| Kirchstraße (Karte)                  | Kirche St. Benedikt                 |                                                                         | 094 75093          | Baudenkmal     | Kirche St. Benedikt                 |
| Kirchstraße auf dem Friedhof (Karte) | Kriegerdenkmal                      |                                                                         | 094 75095          | Baudenkmal     | Kriegerdenkmal                      |
| Kirchstraße 5 (Karte)                | Pfarrhof                            |                                                                         | 094 75097          | Baudenkmal     | Pfarrhof                            |
| Kirchstraße 6 (Karte)                | Wohnhaus                            |                                                                         | 094 70534          | Baudenkmal     | Wohnhaus                            |

### Irxleben
| Lage                                   | Bezeichnung             | Beschreibung | Erfassungs- nummer | Ausweisungsart | Bild            |
| -------------------------------------- | ----------------------- | --- | ------------------ | -------------- | --------------- |
| an der B 1 (km 245,9–246) (Karte)      | Distanzstein            | Preußischer Rundsockelstein (0608)                                                                                         | 094 75052          | Kleindenkmal   | Weitere Bilder  |
| Abendstraße 14a, Ringstraße 26 (Karte) | Bauernhof               | | 094 75168          | Baudenkmal     | Bauernhof       |
| Gang 5 (Karte)                         | Wohnhaus Gang 5         | Wohnhaus in Fachwerkbauweise aus der zweiten Hälfte des 18. Jahrhunderts                                                   | 094 75166          | Baudenkmal     | Wohnhaus Gang 5 |
| Helmstedter Straße (Karte)             | Kriegerdenkmal Irxleben | Das Kriegerdenkmal erinnert an die Befreiungskriege gegen das napoleonische Frankreich und befindet sich in der Ortsmitte. | 094 75164          | Baudenkmal     | Weitere Bilder  |
| Helmstedter Straße 25 (Karte)          | Wohnhaus                | | 094 75054          | Baudenkmal     | Wohnhaus        |
| Helmstedter Straße 28a (Karte)         | Gasthof                 | | 094 75049          | Baudenkmal     | Gasthof         |
| Kirchstraße 3 (Karte)                  | Dorfkirche Irxleben     | Die Kirche befindet sich in der Dorfmitte.                                                                                 | 094 75107          | Baudenkmal     | Weitere Bilder  |
| Kirchstraße 6 (Karte)                  | Wohnhaus                | | 094 75046          | Baudenkmal     | Wohnhaus        |
| Kirchstraße 7 (Karte)                  | Pfarrhaus               | | 094 75169          | Baudenkmal     | Pfarrhaus       |
| Kirchstraße 9 (Karte)                  | Bauernhaus              | | 094 75047          | Baudenkmal     | Bauernhaus      |
| Niederndodeleber Straße (Karte)        | Kapelle                 | Friedhofskapelle | 094 75165          | Baudenkmal     | Kapelle         |
| Ringstraße 11 (Karte)                  | Wohnhaus                | | 094 75042          | Baudenkmal     | Wohnhaus        |
| Ringstraße 23 (Karte)                  | Bauernhof               | | 094 75043          | Baudenkmal     | Bauernhof       |
| Ringstraße 25 (Karte)                  | Wohnhaus                | | 094 75648          | Baudenkmal     | Wohnhaus        |

### Klein Santersleben
| Lage                     | Bezeichnung          | Beschreibung | Erfassungs- nummer | Ausweisungsart | Bild                 |
| ------------------------ | -------------------- | ------------ | ------------------ | -------------- | -------------------- |
| Am Sportplatz 14 (Karte) | Schnitterkaserne     |              | 094 50053          | Denkmalbereich | BW                   |
| Gutsweg 3, 4 (Karte)     | Gutshaus             |              | 094 50054          | Baudenkmal     | BW                   |
| Hauptstraße (Karte)      | Kirche St. Ambrosius |              | 094 50055          | Baudenkmal     | Kirche St. Ambrosius |

### Mammendorf
| Lage                            | Bezeichnung            | Beschreibung | Erfassungs- nummer | Ausweisungsart | Bild                   |
| ------------------------------- | ---------------------- | --- | ------------------ | -------------- | ---------------------- |
| Dorfstraße 5 (Karte)            | Wohnhaus Dorfstraße 5  | Wohnhaus repräsentatives bäuerliches Wohnhaus mit neogotischen Formen von 1903                                          | 094 70314          | Baudenkmal     | Wohnhaus Dorfstraße 5  |
| Kirchstraße 4 (Karte)           | Wohnhaus Kirchstraße 4 | Wohnhaus zweigeschossiges Fachwerkwohnhaus aus dem späten 18. oder frühen 19. Jahrhundert                               | 094 18288          | Baudenkmal     | Wohnhaus Kirchstraße 4 |
| Schulstraße (Karte)             | Sankt-Andreas-Kirche   | Kirche Die Sankt-Andreas-Kirche geht bis auf den Anfang des 13. Jahrhunderts zurück und befindet sich in der Dorfmitte. | 094 75193          | Baudenkmal     | Weitere Bilder         |
| Thomas-Müntzer-Straße 5 (Karte) | Gutshaus Mammendorf    | Gutshaus ehemaliges Jagdschloss, eingeschossiges repräsentatives Gebäude im Stil des Spätklassizismus                   | 094 75559          | Baudenkmal     | Gutshaus Mammendorf    |

### Niederndodeleben
| Lage                                                   | Bezeichnung                         | Beschreibung | Erfassungs- nummer | Ausweisungsart | Bild                                |
| ------------------------------------------------------ | ----------------------------------- | --- | ------------------ | -------------- | ----------------------------------- |
| Berendseen 11, 11a (Karte)                             | Bauernhof Berendseen 11, 11a        | Bauernhof Ende 18./Anfang 19. Jahrhundert errichteter Bauernhof mit Fachwerkwohnhaus                                | 094 70554          | Baudenkmal     | Bauernhof Berendseen 11, 11a        |
| Berendseen 12 (Karte)                                  | Mühle Berendseen 12                 | Mühle ehemalige Wassermühle mit großem Fachwerkhaus aus der Zeit um 1700                                            | 094 75592          | Baudenkmal     | Mühle Berendseen 12                 |
| Friedensstraße 9 (Karte)                               | Wohnhaus Friedensstraße 9           | Wohnhaus zweigeschossiger Fachwerkbau aus dem Jahr 1795                                                             | 094 75595          | Baudenkmal     | Wohnhaus Friedensstraße 9           |
| Friedrich-Ebert-Straße 8 (Karte)                       | Bauernhof Friedrich-Ebert-Straße 8  | Bauernhof im 18. Jahrhundert errichteter Bauernhof mit einem Fachwerkwohnhaus                                       | 094 75597          | Baudenkmal     | Bauernhof Friedrich-Ebert-Straße 8  |
| Karl-Liebknecht-Straße 3a (Karte)                      | Wohnhaus Karl-Liebknecht-Straße 3a  | Wohnhaus zweigeschossiges Fachwerkwohnhaus vom Anfang des 18. Jahrhunderts                                          | 094 75598          | Baudenkmal     | Wohnhaus Karl-Liebknecht-Straße 3a  |
| Karl-Liebknecht-Straße 15 (Karte)                      | Wohnhaus Karl-Liebknecht-Straße 15  | Wohnhaus zweigeschossiges Fachwerkgebäude aus dem 18. Jahrhundert, seitliche Rundbogenpforte                        | 094 75599          | Baudenkmal     | Wohnhaus Karl-Liebknecht-Straße 15  |
| Lindenstraße 12 (Karte)                                | Wohnhaus                            | Wohnhaus | 094 75650          | Baudenkmal     | BW                                  |
| Schulstraße 1 (Karte)                                  | Postamt Niederndodeleben            | Postamt 1910 als Dorfschule errichteter zweigeschossiges Ziegelbau. Später als Postamt, jetzt als Wohnhaus genutzt. | 094 75389          | Baudenkmal     | Postamt Niederndodeleben            |
| Schulstraße 2 (Karte)                                  | Wohnhaus Schulstraße 2              | Wohnhaus um 1700 in Fachwerkbauweise errichtetes Wohnhaus                                                           | 094 75413          | Baudenkmal     | Wohnhaus Schulstraße 2              |
| Schulstraße 3 (Karte)                                  | Wohnhaus                            | Wohnhaus | 094 70844          | Baudenkmal     | BW                                  |
| Walther-Rathenau-Straße (Karte)                        | St. Petrus und Paulus               | Kirche | 094 75400          | Baudenkmal     | Weitere Bilder                      |
| Walther-Rathenau-Straße (Karte)                        | Kriegerdenkmal                      | Kriegerdenkmal Das Kriegerdenkmal - hinter Efeu - befindet sich auf dem Friedhof.                                   | 094 75402          | Baudenkmal     | Kriegerdenkmal                      |
| Walther-Rathenau-Straße (Karte)                        | Mausoleum                           | Mausoleum Das Mausoleum befindet sich auf dem Friedhof hinter der Kirche.                                           | 094 70677          | Baudenkmal     | Weitere Bilder                      |
| Walther-Rathenau-Straße 6 (Karte)                      | Wohnhaus                            | Wohnhaus | 094 75414          | Baudenkmal     | Wohnhaus                            |
| Walther-Rathenau-Straße 17 (Karte)                     | Wohnhaus Walther-Rathenau-Straße 17 | Wohnhaus zweigeschossiges Herrenhaus vom Ende des 19. Jahrhunderts, erbaut im Stil der Neorenaissance               | 094 75415          | Baudenkmal     | Wohnhaus Walther-Rathenau-Straße 17 |
| Walther-Rathenau-Straße 17, 18, 19, 20, 21, 22 (Karte) | Straßenzug                          | Straßenzug | 094 75593          | Denkmalbereich | BW                                  |
| Walther-Rathenau-Straße 19 (Karte)                     | Mauritiushaus                       | Mauritiushaus | 094 75378          | Baudenkmal     | Weitere Bilder                      |
| Walther-Rathenau-Straße 19a (Karte)                    | Pfarrhaus                           | Pfarrhaus | 094 75379          | Baudenkmal     | Pfarrhaus                           |
| Walther-Rathenau-Straße 20 (Karte)                     | Wohnhaus                            | Wohnhaus | 094 75404          | Baudenkmal     | Weitere Bilder                      |
| Walther-Rathenau-Straße 21 (Karte)                     | Wohnhaus                            | Wohnhaus | 094 75405          | Baudenkmal     | Weitere Bilder                      |
| Walther-Rathenau-Straße 22 (Karte)                     | Bauernhof                           | Bauernhof | 094 75406          | Baudenkmal     | Weitere Bilder                      |

### Nordgermersleben
| Lage                                                                                   | Bezeichnung                          | Beschreibung                                                                | Erfassungs- nummer | Ausweisungsart | Bild                    |
| -------------------------------------------------------------------------------------- | ------------------------------------ | --------------------------------------------------------------------------- | ------------------ | -------------- | ----------------------- |
| Am Thie, Krugstraße (Karte)                                                            | Kirche St. Marien und St. Pankratius |                                                                             | 094 84571          | Baudenkmal     | Weitere Bilder          |
| Bornstedter Weg 11 (Karte)                                                             | Mühle                                |                                                                             | 094 84572          | Baudenkmal     | Mühle                   |
| Hauptstraße 4 (Karte)                                                                  | Wohnhaus                             |                                                                             | 094 84574          | Baudenkmal     | Wohnhaus                |
| Hauptstraße 13 (Karte)                                                                 | Wohnhaus                             |                                                                             | 094 84575          | Baudenkmal     | Wohnhaus                |
| Hauptstraße 16 (Karte)                                                                 | Inschriftstein                       |                                                                             | 094 84576          | Kleindenkmal   | Inschriftstein          |
| Hauptstraße 17, 19, 21 (Karte)                                                         | Straßenzeile                         |                                                                             | 094 84577          | Denkmalbereich | Straßenzeile            |
| Hauptstraße 21 (Karte)                                                                 | Bauernhof                            |                                                                             | 094 84578          | Baudenkmal     | Bauernhof               |
| Hauptstraße 24 (Karte)                                                                 | Wohnhaus                             |                                                                             | 094 84579          | Baudenkmal     | Wohnhaus                |
| Hauptstraße 26 (Karte)                                                                 | Wohnhaus                             |                                                                             | 094 84580          | Baudenkmal     | Wohnhaus                |
| Hauptstraße 30, 32, 34, Krugstraße 1, 2 (Karte)                                        | Häusergruppe                         |                                                                             | 094 84582          | Denkmalbereich | BW                      |
| Hauptstraße 31, 31a, 33, 35 (Karte)                                                    | Straßenzeile                         |                                                                             | 094 84581          | Denkmalbereich | BW                      |
| Hauptstraße 32 (Karte)                                                                 | Wohnhaus                             |                                                                             | 094 84583          | Baudenkmal     | Weitere Bilder          |
| Hauptstraße 34 (Karte)                                                                 | Pfarrhof                             |                                                                             | 094 84584          | Baudenkmal     | Pfarrhof                |
| Hauptstraße 35 (Karte)                                                                 | Wohn- und Geschäftshaus              | Das Wohn- und Geschäftshaus wurde 1905 vom Fleischermeister Wegener gebaut. | 094 84585          | Baudenkmal     | Wohn- und Geschäftshaus |
| Hauptstraße, Sellstedtstraße Ecke Haupt-/ Sellstedt-Straße, sog. Backhausplatz (Karte) | Kriegerdenkmal                       |                                                                             | 094 84573          | Kleindenkmal   | Weitere Bilder          |
| Krugstraße 5 (Karte)                                                                   | Wohnhaus                             | Haus Hobohm                                                                 | 094 84586          | Baudenkmal     | Wohnhaus                |
| Mühlenweg 12 (Karte)                                                                   | Mühle                                |                                                                             | 094 84587          | Baudenkmal     | Mühle                   |

### Ochtmersleben
| Lage                                                 | Bezeichnung                  | Beschreibung | Erfassungs- nummer | Ausweisungsart | Bild                         |
| ---------------------------------------------------- | ---------------------------- | ------------ | ------------------ | -------------- | ---------------------------- |
| Am Bauerngraben 1 Ecke Otto-Grotewohl-Straße (Karte) | Wohnhaus                     |              | 094 75602          | Baudenkmal     | Wohnhaus                     |
| Am Kirchenberg (Karte)                               | Kirche St. Petri             |              | 094 70309          | Baudenkmal     | Weitere Bilder               |
| Am Kirchenberg vor der Kirche (Karte)                | Kriegerdenkmal Ochtmersleben |              | 094 70310          | Baudenkmal     | Kriegerdenkmal Ochtmersleben |
| Am Kirchenberg 4 (Karte)                             | Pfarrhaus                    |              | 094 75356          | Baudenkmal     | Pfarrhaus                    |
| Am Kirchenberg 6 (Karte)                             | Bauernhof                    |              | 094 75649          | Baudenkmal     | Bauernhof                    |
| Am Kirchenberg 10 (Karte)                            | Wohnhaus                     |              | 094 70712          | Baudenkmal     | BW                           |
| Am Kirchenberg 4, 6, 8, 10, 11 (Karte)               | Platz                        |              | 094 70308          | Denkmalbereich | BW                           |
| Kurze Straße 2 (Karte)                               | Bauernhof                    |              | 094 75359          | Baudenkmal     | Bauernhof                    |
| Otto-Grotewohl-Straße 13 (Karte)                     | Wohnhaus                     |              | 094 70237          | Baudenkmal     | Wohnhaus                     |
| Otto-Grotewohl-Straße 20 (Karte)                     | Wohnhaus                     |              | 094 75590          | Baudenkmal     | BW                           |
| Otto-Grotewohl-Straße 24 (Karte)                     | Bauernhaus                   |              | 094 75377          | Baudenkmal     | BW                           |

### Rottmersleben
| Lage                                 | Bezeichnung       | Beschreibung | Erfassungs- nummer | Ausweisungsart | Bild           |
| ------------------------------------ | ----------------- | --- | ------------------ | -------------- | -------------- |
| Ackendorfer Straße 6 (Karte)         | Bauernhaus        | | 094 98001          | Baudenkmal     | BW             |
| Altes Dorf 9 (Karte)                 | Bauernhof         | | 094 98002          | Baudenkmal     | Bauernhof      |
| An der Olbe 14 (Karte)               | Bauernhof         | | 094 98003          | Baudenkmal     | Bauernhof      |
| Hauptstraße (Karte)                  | Denkmal           | | 094 98004          | Baudenkmal     | Denkmal        |
| Kastanienweg (Karte)                 | Kirche St. Jacobi | Der älteste Teil der Kirche, der Turm, wird auf etwa auf das Jahr 980 datiert, das Kirchenschiff auf etwa 1709. Von kriegerischen Zeiten zeugen kleine Schießschartenöffnungen im Erdgeschoss des Turms. Die Jakobuskirche war bis 1945 Patronatskirche derer von Veltheim. | 094 98005          | Baudenkmal     | Weitere Bilder |
| Kastanienweg 4 (Karte)               | Pfarrhof          | | 094 98006          | Baudenkmal     | Pfarrhof       |
| Kastanienweg 4, 7, 9, 11 (Karte)     | Häusergruppe      | | 094 98007          | Denkmalbereich | BW             |
| Kleiner Winkel 2 (Karte)             | Bauernhof         | | 094 98002          | Baudenkmal     | Bauernhof      |
| Kleiner Winkel 5 (Karte)             | Toranlage         | | 094 98008          | Baudenkmal     | BW             |
| Thomas-Müntzer-Platz 1 (Karte)       | Bauernhof         | Großbauernhaus Krüger, Vorderhaus | 094 98009          | Baudenkmal     | Bauernhof      |
| Thomas-Müntzer-Platz 1 (Karte)       | Bauernhof         | Großbauernhaus Krüger, Stallungen | 094 98009          | Baudenkmal     | Bauernhof      |
| Thomas-Müntzer-Platz 2 (Karte)       | Bauernhof         | Großbauernhaus Krüger | 094 98009          | Baudenkmal     | Bauernhof      |
| Thomas-Müntzer-Straße 13, 15 (Karte) | Bauernhof         | | 094 98010          | Baudenkmal     | Bauernhof      |

### Schackensleben
| Lage                                                 | Bezeichnung  | Beschreibung  | Erfassungs- nummer | Ausweisungsart | Bild           |
| ---------------------------------------------------- | ------------ | ------------- | ------------------ | -------------- | -------------- |
| Dorfstraße 5 (Karte)                                 | Toranlage    |               | 094 50022          | Baudenkmal     | Toranlage      |
| Dorfstraße 7 (Karte)                                 | Bauernhaus   |               | 094 50023          | Baudenkmal     | Bauernhaus     |
| Groß Santersleber Straße 10 (Karte)                  | Pfarrhof     |               | 094 50025          | Baudenkmal     | Pfarrhof       |
| Groß Santersleber Straße 10, Kirchenwinkel 2 (Karte) | Häusergruppe |               | 094 50026          | Denkmalbereich | Weitere Bilder |
| Groß Santersleber Straße 7, 8 (Karte)                | Bauernhof    |               | 094 50027          | Baudenkmal     | Weitere Bilder |
| Hauptstraße (Karte)                                  | Schornstein  |               | 094 50021          | Baudenkmal     | Weitere Bilder |
| Kirchenwinkel (Karte)                                | Kirche       | St. Stephanus | 094 50024          | Baudenkmal     | Kirche         |

### Schnarsleben
| Lage                                                                                     | Bezeichnung                    | Beschreibung                                                                            | Erfassungs- nummer | Ausweisungsart | Bild                           |
| ---------------------------------------------------------------------------------------- | ------------------------------ | --------------------------------------------------------------------------------------- | ------------------ | -------------- | ------------------------------ |
| auf dem Wartberg (Karte)                                                                 | Gedenkstätte                   | Bismarckturm                                                                            | 094 70473          | Baudenkmal     | Weitere Bilder                 |
| außerhalb des Ortes (Karte)                                                              | Mühle                          | Windmühle Schnarsleben                                                                  | 094 75600          | Baudenkmal     | Mühle                          |
| August-Bebel-Straße 1 (Karte)                                                            | Wohnhaus August-Bebel-Straße 1 | Wohnhaus eingeschossiges schlichtes Gebäude aus dem ersten Viertel des 19. Jahrhunderts | 094 70893          | Baudenkmal     | Wohnhaus August-Bebel-Straße 1 |
| August-Bebel-Straße 3 (Karte)                                                            | Wohnhaus                       |                                                                                         | 094 75409          | Baudenkmal     | Weitere Bilder                 |
| August-Bebel-Straße 1, 3, Kirchplatz 1, 2, 4, 5, Martin-Luther-Straße 1, 2, 3, 4 (Karte) | Ortskern                       | Ortskern                                                                                | 094 76184          | Denkmalbereich | Ortskern                       |
| August-Bebel-Straße 13 (Karte)                                                           | Wohnhaus                       | Wohnhaus                                                                                | 094 75410          | Baudenkmal     | Wohnhaus                       |
| Kirchplatz (Karte)                                                                       | Kirche St. Stephanus           | Kirche                                                                                  | 094 75401          | Baudenkmal     | Kirche St. Stephanus           |
| Kirchplatz 1 (Karte)                                                                     | Pfarrhaus                      |                                                                                         | 094 75407          | Baudenkmal     | Pfarrhaus                      |
| Kirchplatz 4 (Karte)                                                                     | Wohnhaus                       | Witwenhaus                                                                              | 094 75398          | Baudenkmal     | Weitere Bilder                 |
| Kirchplatz 5 (Karte)                                                                     | Schule                         | Alte Schule                                                                             | 094 75187          | Baudenkmal     | Weitere Bilder                 |
| Martin-Luther-Straße 1 (Karte)                                                           | Wohnhaus                       |                                                                                         | 094 70894          | Baudenkmal     | Wohnhaus                       |
| Martin-Luther-Straße 2 (Karte)                                                           | Gasthof                        | Zum Adler                                                                               | 094 70316          | Baudenkmal     | Gasthof                        |
| Martin-Luther-Straße 4 (Karte)                                                           | Ehemaliges Wohnhaus            |                                                                                         | 094 75331          | Baudenkmal     | Ehemaliges Wohnhaus            |
| Mittelstraße 10, 10a (Karte)                                                             | Bauernhaus                     |                                                                                         | 094 75227          | Baudenkmal     | Bauernhaus                     |

### Tundersleben
| Lage                   | Bezeichnung | Beschreibung | Erfassungs- nummer | Ausweisungsart               | Bild     |
| ---------------------- | ----------- | --- | ------------------ | ---------------------------- | -------- |
| Hauptstraße            | Speicher    | | 094 98021          | Baudenkmal                   |          |
| Hauptstraße 30 (Karte) | Gutshaus    | Gutshaus Ehemalige preußische Staatsdomäne. In den 1990er vom Pächter aufwendig saniert, 2004 vom Land Sachsen-Anhalt gekauft. | 094 98020          | Baudenkmal                   | Gutshaus |
| Hauptstraße 30 (Karte) | Park        | Park | 094 98020 002      | Teilobjekt eines Baudenkmals | BW       |

### Wellen
| Lage                                                   | Bezeichnung    | Beschreibung | Erfassungs- nummer | Ausweisungsart | Bild           |
| ------------------------------------------------------ | -------------- | ------------ | ------------------ | -------------- | -------------- |
| Burgende 3a,3b (Karte)                                 | Bauernhof      |              | 094 75617          | Baudenkmal     | Weitere Bilder |
| Dorfstraße 2, Kleine Straße 8,10,11,12 (Karte)         | Ortskern       |              | 094 75612          | Denkmalbereich | BW             |
| Dorfstraße 2 (Karte)                                   | Pfarrhaus      |              | 094 70398          | Baudenkmal     | Pfarrhaus      |
| Dorfstraße, Thomas-Müntzer-Straße (Karte)              | Kirche         |              | 094 70481          | Baudenkmal     | Weitere Bilder |
| Ernst-Thälmann-Straße 9 (Karte)                        | Bauernhaus     |              | 094 75555          | Baudenkmal     | BW             |
| Ernst-Thälmann-Straße 11a an der Scheunenmauer (Karte) | Relief         |              | 094 75616          | Baudenkmal     | Relief         |
| Kleine Straße 8 (Karte)                                | Wohnhaus       |              | 094 75613          | Baudenkmal     | BW             |
| Kleine Straße 10 (Karte)                               | Wohnhaus       |              | 094 75614          | Baudenkmal     | Wohnhaus       |
| Kleine Straße 11 (Karte)                               | Kantorat       |              | 094 75615          | Baudenkmal     | Kantorat       |
| Kleine Straße 12 (Karte)                               | Wohnhaus       |              | 094 70650          | Baudenkmal     | Wohnhaus       |
| Thomas-Müntzer-Straße (Karte)                          | Kriegerdenkmal |              | 094 76080          | Baudenkmal     | Kriegerdenkmal |
| Thomas-Müntzer-Straße 1 (Karte)                        | Bauernhof      |              | 094 75618          | Baudenkmal     | Bauernhof      |
| Thomas-Müntzer-Straße 2 (Karte)                        | Bauernhof      |              | 094 75619          | Baudenkmal     | Bauernhof      |

## Ehemalige Kulturdenkmale nach Ortsteilen
Die nachfolgenden Objekte waren ursprünglich ebenfalls denkmalgeschützt oder wurden in der Literatur als Kulturdenkmale geführt. Die Denkmale bestehen heute jedoch nicht mehr, ihre Unterschutzstellung wurde aufgehoben oder sie werden nicht mehr als Denkmale betrachtet.

### Irxleben
| Lage                 | Bezeichnung | Beschreibung | Erfassungs- nummer | Ausweisungsart | Bild |
| -------------------- | ----------- | ------------ | ------------------ | -------------- | ---- |
| Ringstraße 7 (Karte) | Wohnhaus    |              | 094 75167          | Baudenkmal     | BW   |

### Ackendorf
| Lage                  | Bezeichnung | Beschreibung | Erfassungs- nummer | Ausweisungsart | Bild |
| --------------------- | ----------- | ------------ | ------------------ | -------------- | ---- |
| Dorfstraße 60 (Karte) | Bauernhaus  |              | 094 98013          | Baudenkmal     | BW   |

### Eichenbarleben
| Lage                          | Bezeichnung | Beschreibung | Erfassungs- nummer | Ausweisungsart | Bild |
| ----------------------------- | ----------- | ------------ | ------------------ | -------------- | ---- |
| Bornstedter Straße 16 (Karte) | Bauernhof   |              | 094 70347          | Baudenkmal     | BW   |

### Hohenwarsleben
| Lage                        | Bezeichnung | Beschreibung | Erfassungs- nummer | Ausweisungsart | Bild |
| --------------------------- | ----------- | ------------ | ------------------ | -------------- | ---- |
| Irxlebener Straße 1 (Karte) | Wohnhaus    |              | 094 70345          | Baudenkmal     | BW   |
| Kirchstraße 1 (Karte)       | Wohnhaus    |              | 094 70346          | Baudenkmal     | BW   |

### Niederndodeleben
| Lage                                 | Bezeichnung | Beschreibung | Erfassungs- nummer | Ausweisungsart | Bild |
| ------------------------------------ | ----------- | ------------ | ------------------ | -------------- | ---- |
| Friedrich-Ebert-Straße 1b (Karte)    | Wohnhaus    |              | 094 70725          | Baudenkmal     | BW   |
| Schulstraße 5 an der Schrote (Karte) | Wohnhaus    |              | 094 75596          | Baudenkmal     | BW   |

### Ochtmersleben
| Lage                     | Bezeichnung               | Beschreibung | Erfassungs- nummer | Ausweisungsart | Bild |
| ------------------------ | ------------------------- | --- | ------------------ | -------------- | ---- |
| Am Kirchenberg 8 (Karte) | Wohnhaus Am Kirchenberg 8 | Wohnhaus Im Jahr 2021 unter Angabe der Kategorie Verfall, Abbruch aus bauordnungsrechtlichen Gründen, ungenehmigte Veränderungen aus dem Denkmalverzeichnis gestrichen. | 094 70302          | Baudenkmal     | BW   |

## Legende
In den Spalten befinden sich folgende Informationen:
- Lage: Nennt den Straßennamen und wenn vorhanden die Hausnummer des Kulturdenkmals. Die Grundsortierung der Liste erfolgt nach dieser Adresse. Der Link „Karte“ führt zu verschiedenen Kartendarstellungen und nennt die geographischen Koordinaten.
Link zu einem Kartenansichtstool, um Koordinaten zu setzen. In der Kartenansicht sind Baudenkmale ohne Koordinaten mit einem roten bzw. orangen Marker dargestellt und können in der Karte gesetzt werden. Baudenkmale ohne Bild sind mit einem blauen bzw. roten Marker gekennzeichnet, Baudenkmale mit Bild mit einem grünen bzw. orangen Marker.
- Offizielle Bezeichnung: Nennt den Namen, die Bezeichnung oder zumindest die Art des Kulturdenkmals und verlinkt, soweit vorhanden, auf den Artikel zum Objekt.
- Beschreibung: Nennt bauliche und geschichtliche Einzelheiten des Kulturdenkmals, vorzugsweise die Denkmaleigenschaften.
- Erfassungsnummer: Für jedes Kulturdenkmal wird in Sachsen-Anhalt eine 20stellige Erfassungsnummer vergeben. Die letzten zwölf Ziffern werden für die Untergliederung nach Teilobjekten genutzt und werden nur angegeben, soweit vergeben. In dieser Spalte kann sich folgendes Icon  befinden, dies führt zu Angaben zu diesem Baudenkmal bei Wikidata.
- Ausweisungsart: Die Einordnung des Denkmales nach § 2 Abs. 2 DenkmSchG LSA
- Bild: Ein Bild des Denkmales, und gegebenenfalls einen Link zu weiteren Fotos des Kulturdenkmals im Medienarchiv Wikimedia Commons. Wenn man auf das Kamerasymbol klickt, können Fotos zu Kulturdenkmalen aus dieser Liste hochgeladen werden: